# بيدرو ماريا راميريز راموس
بيدرو ماريا راميريز راموس (بالإسبانية: Pedro María Ramírez Ramos)‏ هو كاهن كاثوليكي كولومبي، ولد في 23 أكتوبر 1899 في La Plata, Huila ‏ في كولومبيا، وتوفي في 10 أبريل 1948 في Armero ‏ في كولومبيا.